# PCR semicuantitiva
Se trata de un subtipo de la variante cuantitativa de la reacción en cadena de la polimerasa PRC (Polymerase Chain Reaction), que reproduce in vitro el proceso fisiológico de la duplicación del ADN en las células.

## Características
La técnica de PCR cuantitativa se emplea para poder medir la concentración de DNA o RNA de una muestra determinada; se aplica a estudios de expresión génica, detección de un organismo genéticamente modificado (OGM), cuantificación de carga viral, etc. Se clasifican en dos subtipos: PCR en tiempo real, o PCR semicuantitativa .
La técnica PCR semicuantitativa permite estimar, dentro de un rango, el nivel de representación de un organismo genéticamente modificado en la muestra analizada. Utilizado hasta hace poco para medir expresión de ARNm o genomas virales, actualmente se basa en una multiplex de un control interno conocido y del fragmento a detectar. Para ello, se realizan sucesivos PCR con distintos número de ciclos y se calcula la relación de uno frente al otro.
No te indica cuánta cantidad de la muestra hay, sino sí se expresa más o menos, pudiéndose comparar con un elemento de referencia. Se evalúan las expresiones a diferentes números de ciclos. Confirma así si hay más en la muestra A o en la muestra B. Solo es funcional en un rango de ciclos que deben ponerse a punto. A partir de cierto punto ya no crece de forma exponencial. Sí se pusieran más ciclos, llegaría un punto en el que se saturaría el DNA.